# نيكلاس سفيندسن
نيكلاس سفيندسن (بالدنماركية: Nicklas Svendsen)‏ هو لاعب كرة قدم دنماركي في مركز الدفاع، ولد في 11 ديسمبر 1986 في كوبنهاغن في الدنمارك. لعب مع آر كي سي فالفيك وبولدكلوبن فرم ونادي فريماد أماغر.